# Elección presidencial de Chile de 1931
La elección presidencial de Chile de 1931 se realizó el 4 de octubre de 1931. Estos comicios fueron convocados de urgencia por el propio Juan Esteban Montero, quien triunfó en definitiva en las elecciones. Tras la abdicación de Carlos Ibáñez del Campo, en 1931, asumió el presidente del Senado, el liberal Pedro Opazo, quien el mismo día de asumir designa ministro del Interior a Montero y renuncia en su favor. Este convoca a elecciones inmediatas, renunciando en manos de su ministro de Interior, Manuel Trucco Franzani.

## Candidaturas

### Juan Esteban Montero
Abogado del sector conservador del Partido Radical, siendo Vicepresidente de la República, fue llamado por la derecha anti-ibañista como candidato presidencial, debido a su creciente popularidad en el gobierno.
Debido al estado crítico y por ser principalmente un político de bajo perfil, se negó reiteradas veces a aceptar la candidatura, sin embargo tras los convencimientos y acuerdos, aceptó la candidatura con la frase: me someto, el 19 de agosto de 1931, siendo el primer candidato en ser ratificado, en una sencilla ceremonia.
Dejó el cargo ejecutivo en manos de su ministro del interior Manuel Trucco Franzani para que no ocurrieran sospechas de fraude electoral en las elecciones de octubre, que ellos mismos habían convocado, sin embargo igualmente bajo la campaña Montero debió supervisar las crisis a las que fue sometido Trucco, siendo la más grande de ellas la Sublevación de la Escuadra.
Antes de la ratificación de Alessandri se creía que Montero sería candidato único, aunque las elecciones prácticamente las tenía ganadas, su principal apoyo fue la derecha anti-ibañista (mayoría liberal y Partido Conservador), militares nacionalistas, obreros con simpatización de derecha y el centrismo del Partido Radical. Su candidatura sin embargo causó divisiones en su tienda de origen, naciendo dos facciones radicales, una encabezada por el futuro presidente Juan Antonio Ríos, en oposición al derechismo de Montero y otra encabezada por Arturo Olavarría, seguidor incansable del primer radical presidente.
Debido a la austeridad y conservadurismo de la figura de Montero, se originaron en una débil izquierda las candidaturas de Manuel Hidalgo por la izquierda ibañista y la de Elías Lafferte, por el comunismo y posterior socialismo.

### Arturo Alessandri Palma
Alessandri fue el principal contendor de Montero, su partido el liberal, le dio la espalda debido a su débil gobierno en 1925, que fue el germen de estas posteriores crisis políticas.
Debido a su antagonismo con Ibáñez fue exiliado y al asumir Juan Esteban Montero fue regresado al país junto con los demás políticos exiliados por el anterior régimen. El Partido Democrático de centro-izquierda viendo en el expresidente una figura de peso para competir con Montero lo llamó a sus filas junto con sus nada despreciables seguidores.
Alessandri se negó varias veces a la candidatura debido al delicado estado del país, y los problemas que le ocasionarían ser presidente, al igual que Montero terminó aceptando pero más rápidamente, su candidatura fue tildada como candidatura de desunidad, algo que el mismo Alessandri admitió en un discurso.
Representando nuevamente a intereses obreros pero más conservadores que en 1920, su programa fue más o menos parecido al de Montero y representó al sector centro-izquierdista, fraguando el deseo de la Unión Tradicionalista de ir con candidato único.
Su candidatura fue promovida por las facciones democrática y doctrinaria del Partido Liberal y por una coalición de partidos socialistas reunidos en la Convención de Izquierdas.

### Manuel Hidalgo y Elías Lafertte
Ambas candidaturas fueron la representación de una izquierda dividida que aprovecharía la disconformidad con el tradicionalismo por parte de los votantes para presentar sus candidaturas, algo parecido a lo que ocurrió en 1925 con José Santos Salas de la Unión Social Republicana de Asalariados de Chile, sin embargo esta vez la aplastante mayoría que sacaría Juan Esteban Montero opacaría estas candidaturas que no captarían la misma atención que la de Salas.
Elías Lafferte, representaba el comunismo y su rama principal, posteriormente sería un conocido senador y un eterno candidato de izquierdas, líder de estos movimientos fue opacado por Hidalgo y su candidatura sacó menos de un 1%. Posteriormente su partido encabezaría el cuestionado Motín del Norte Grande que buscaba derrocar a Montero a solo veinte días de haber asumido, esto provocó una penosa matanza y el desprestigio tanto del gobierno como de la izquierda.
Manuel Hidalgo Plaza, representaba el sector más radical y caudillista del comunismo, uno de los mayores exponentes del comunismo de inicios siglo XX, fue fundador de la Izquierda Comunista obteniendo él como el otro candidato de izquierda un magro resultado, siendo uno de los peores resultados electorales de la historia, luego de Arturo Frei Bolívar, Sara Larraín y Tomás Hirsch en las elecciones de 1999, Ricardo Israel y Tomás Jocelyn-Holt en 2013, y Alejandro Navarro en 2017. Posteriormente Hidalgo se integró al Partido Socialista y fue ministro de Obras Públicas de Juan Antonio Ríos.

## Desarrollo de la elección
La elección no se desarrolló de manera totalmente tranquila, en Iquique y Santiago se registraron algunos desórdenes con lo cual se reportó un fallecido y 50 heridos, además de ser oficializadas más de 200 detenciones.

## Resultados
Montero obtuvo la mayoría en 13 provincias, además de 40 000 votos más de los que necesitaba para ser proclamado presidente sin ratificación del Congreso Nacional. Alessandri en tanto obtuvo mayoría en solo dos provincias, a pesar de que comunistas votaron en su gran mayoría por el expresidente.
|  | 63,93 % |

|  | 34,77 % |

|  | 0,85 % |

|  | 0,44 % |